# Ourocnemis
Genre
Ourocnemis est un genre de papillons sud-américains de la famille des Riodinidae.

## Dénomination
Le nom Ourocnemis leur a été donné par George Thomas Bethune-Baker en 1887.

## Liste d'espèces
Selon BioLib (26 janvier 2021) :
- Ourocnemis archytas (Stoll, 1787) ; présent au Surinam, au Paraguay et au Brésil
- Ourocnemis axiochus (Hewitson, 1867)
- Ourocnemis boulleti Le Cerf, 1911 ; présent au Brésil

## Publication originale
- (en) George T. Baker, « Description of a new genus of Rhopalocera allied to Anteros, Hew », Transactions of the Entomological Society of London, Londres, vol. 35,‎ 1887, p. 175-176 (ISSN 2053-2520, lire en ligne, consulté le 26 janvier 2021).